# Johannes Magnus
Johannes Magnus, švedski nadškof, teolog, genealog, diplomat in zgodovinar, * 19. marec 1488, Linköping, † 22. marec 1544.
Magnus je bil zadnji katoliški nadškof na Švedskem.